# Tatiana Gnéditch
Tatyana Grigorievna Gnédich (en russe : Татьяна Григорьевна Гнедич) est une traductrice et poétesse russe née en janvier 1907 (la date exacte varie selon les sources) à Kuzemin, district de Zenkovsky, province de Poltava (aujourd'hui district d'Akhtyrsky, région de Soumy, en Ukraine) et morte à Pouchkine, en URSS, le 7 novembre 1976.

## Biographie
Née dans une famille d'aristocrates, elle est l'arrière-petite-nièce de Nikolaï Gniedich, célèbre traducteur en russe de l'Iliade. En 1930, elle entre à la Faculté de philologie de l'Université d'État de Léningrad. Elle enseigne par la suite l'anglais et la littérature à l'Institut oriental et dans d'autres universités de Léningrad et se lance dans la traduction poétique et théâtrale.
Elle est restée à Léningrad pendant tout le siège et a même travaillé comme traductrice militaire en 1942-1943.
En 1944, elle est condamnée à 10 ans au goulag et réhabilitée en 1956. Au cours de l'enquête, elle passe un an et demi à l'isolement, période pendant laquelle elle réussit à effectuer le travail de traduction le plus important de sa vie, la traduction du poème de Byron Don Juan. Sans aucun livre à sa disposition, Tatiana Gnéditch a longtemps traduit le texte de mémoire, en mémorisant sa propre traduction. La légende veut qu'avant même son arrestation, elle se plaignait auprès de ses amis du manque de temps pour travailler à la traduction du poème et qu'elle rêvait de solitude.
Cette traduction, publiée en 1959, a été amplement diffusée et a fait la renommée de son autrice, faisant l'objet de plusieurs réimpressions. Tatiana Gnédich a également traduit Troïlus et Cressida et Périclès de Shakespeare, ainsi que des œuvres de Walter Scott depuis l'anglais, de Corneille depuis le français et de Henrik Ibsen et de Otto Gelsted du norvégien.
Elle a enseigné la traduction littéraire pendant de nombreuses années ; de nombreux traducteurs de la génération des années 60 se considèrent comme ses disciples.
De 1957 à 1976, elle dirige l'atelier de traduction de poésie à la Maison de la culture de Pouchkine. Elle y aura une influence importante sur bon nombre de poètes de cette époque.
Dans les mêmes années, un cercle de jeunes poètes s'est formé autour de Gnédich, dont beaucoup sont devenus des poètes de premier plan de la culture underground de Léningrad, comme Viktor Krivouline. Tatiana Gnédich a eu une grande influence sur ces jeunes auteurs.
Tout au long de sa vie, elle a écrit des poèmes qui n'ont presque jamais été publiés. Une anthologie de ses poèmes Études. Sonnets a été publiée quelques mois après sa mort.